# Кабасет
Кабасе́т (англ. cabasset, ісп. cabacete, capacete; від cabesa, «голова») — європейський відкритий шолом другої половини XV—XVI століть. Мав вигляд випуклого наголовника з пласкими, рідше похилими полями. Був легким і дешевим. Використовувався на Піренейському півострові, а також Бургундії, Фландрії. Виник в результаті еволюції пізньосередньовічної капеліни. Часто вживався у парі з барботом, що захищав обличчя і шию. Поділявся на два типи залежно від форми наголовника — загострений (мигдалевидний, з рогоподібним виступом на вершині) і гребенястий (з малим гребнем на тімені). На основі першого виник загострений моріон, що так само називався кабасетом або «іспанським моріоном» (в Англії), на базі другого — гребенястий шолом-моріон. Особливо популярним був на Піренейському півострові на завершальній стадії Реконкісти та в Добу великих географічних відкриттів. З кінця XV століття поширився у європейських країнах, де помилково асоціювався з іспанськими маврами. В португальській мові capacete означає будь-який шолом.

## Типи

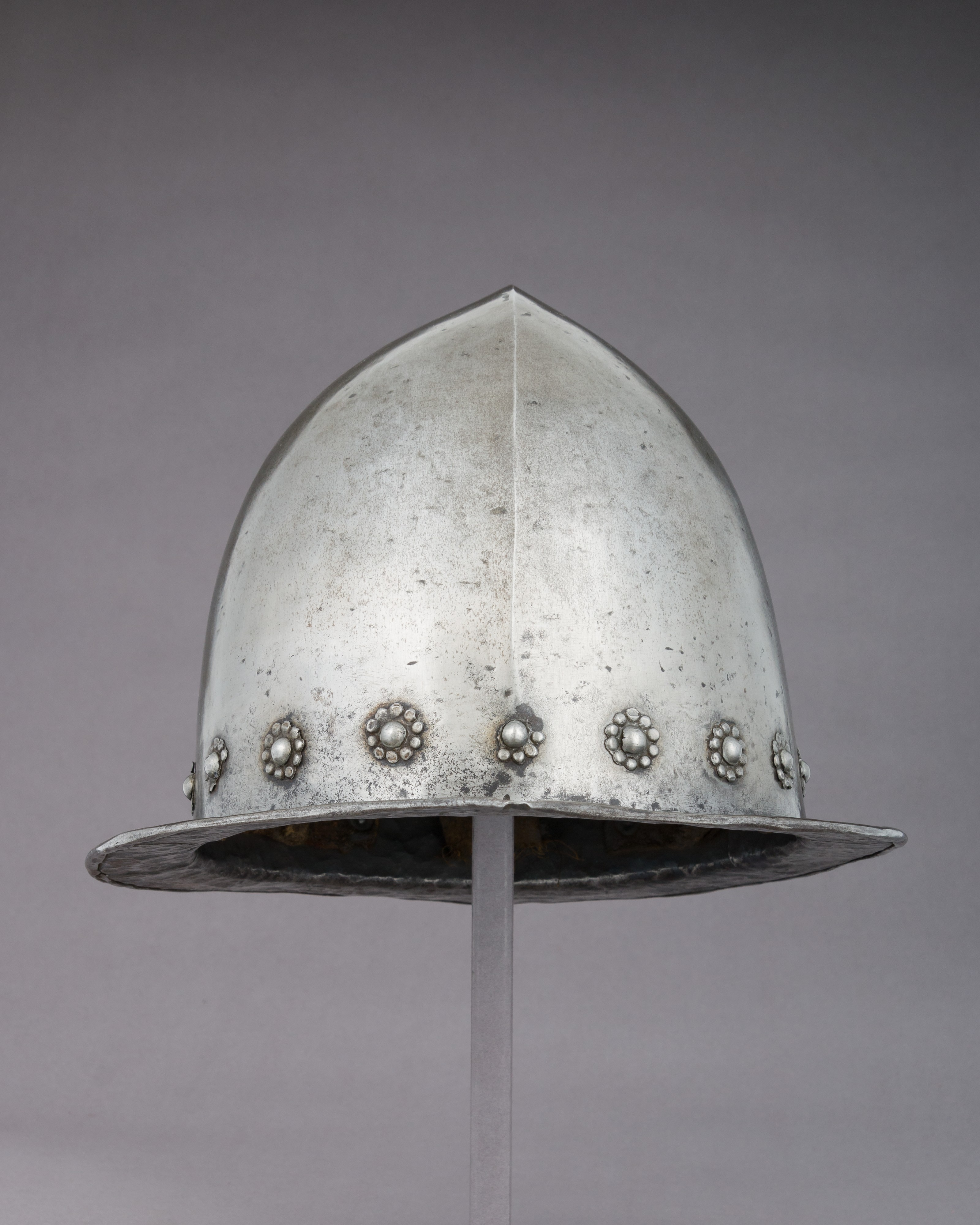
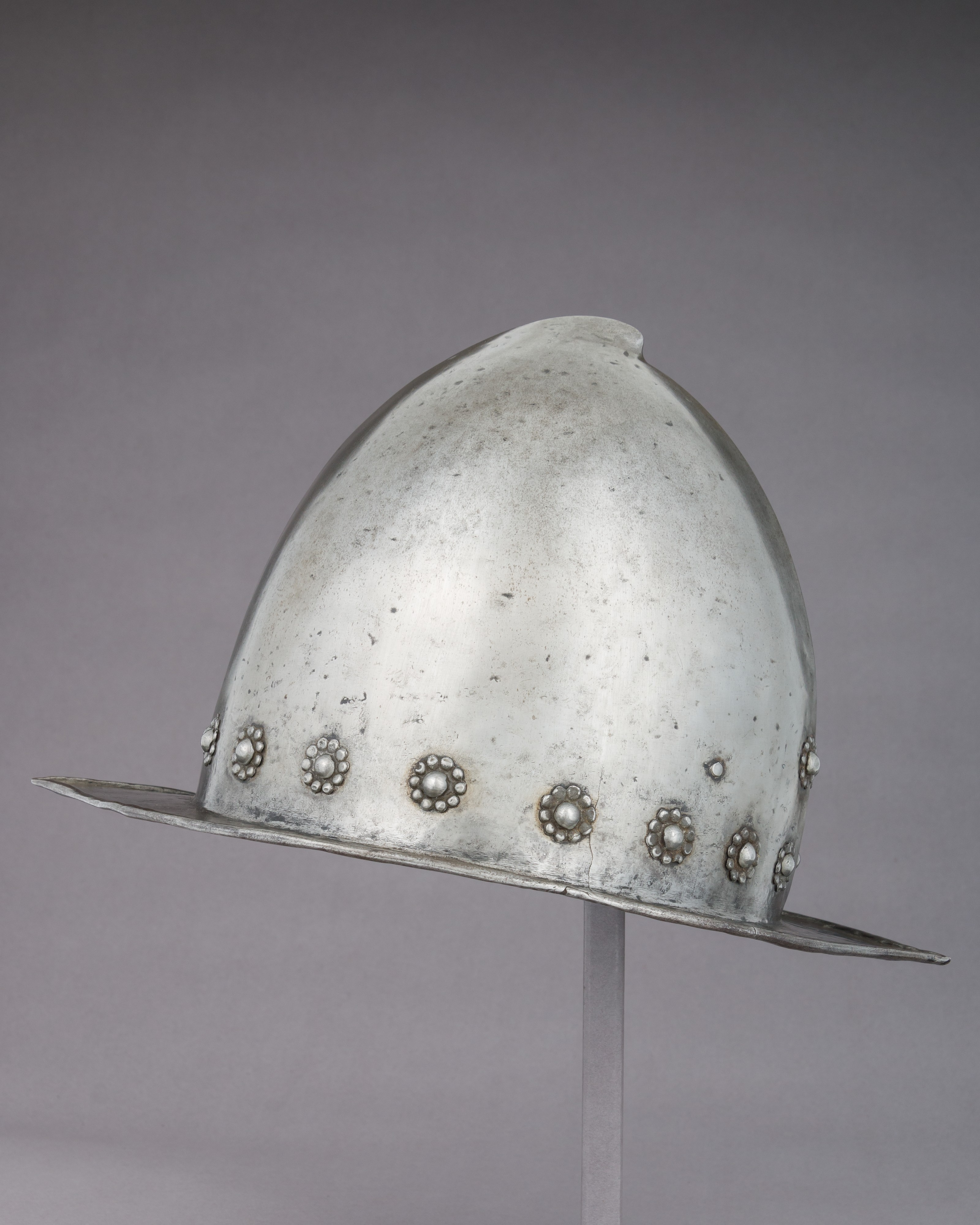
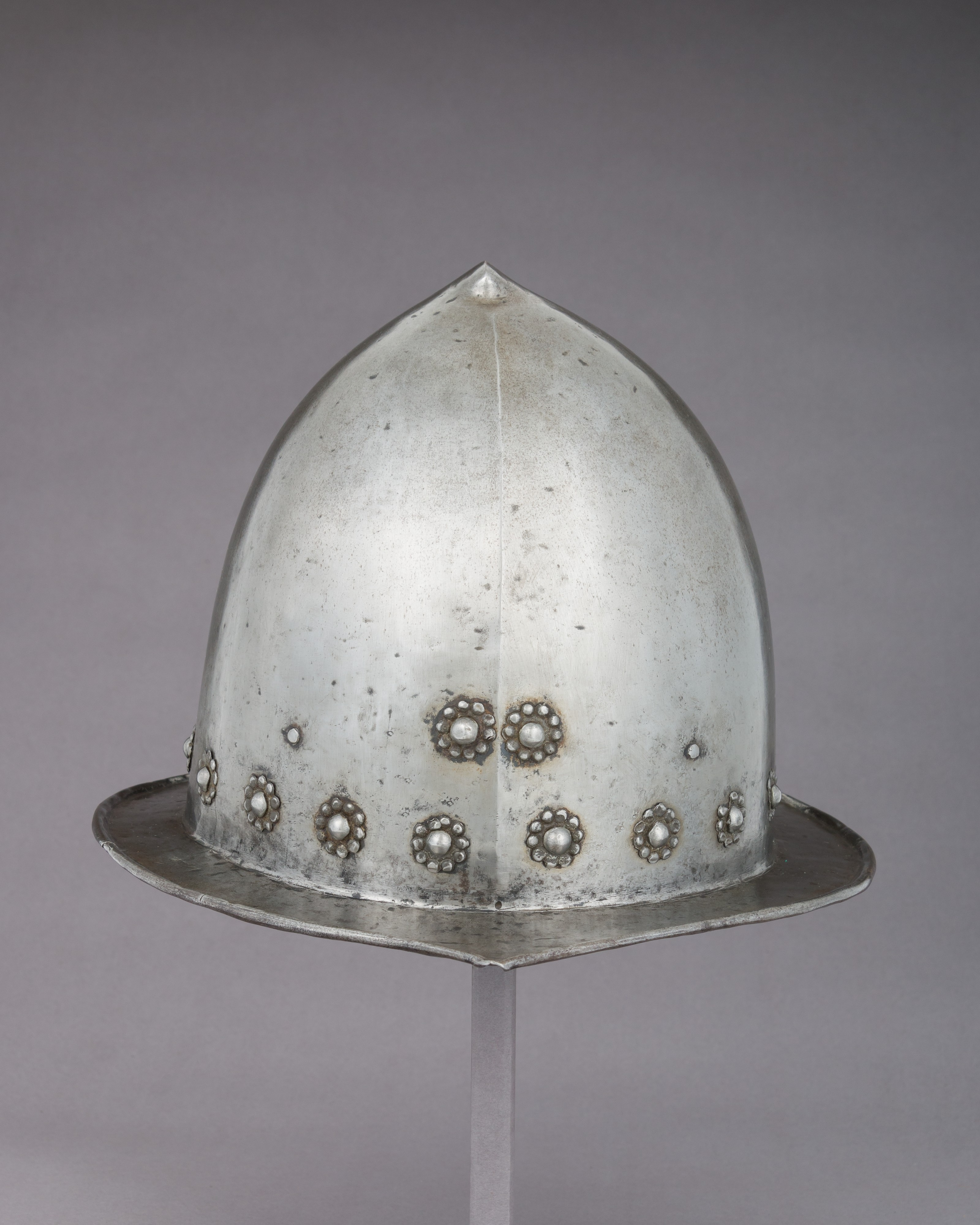
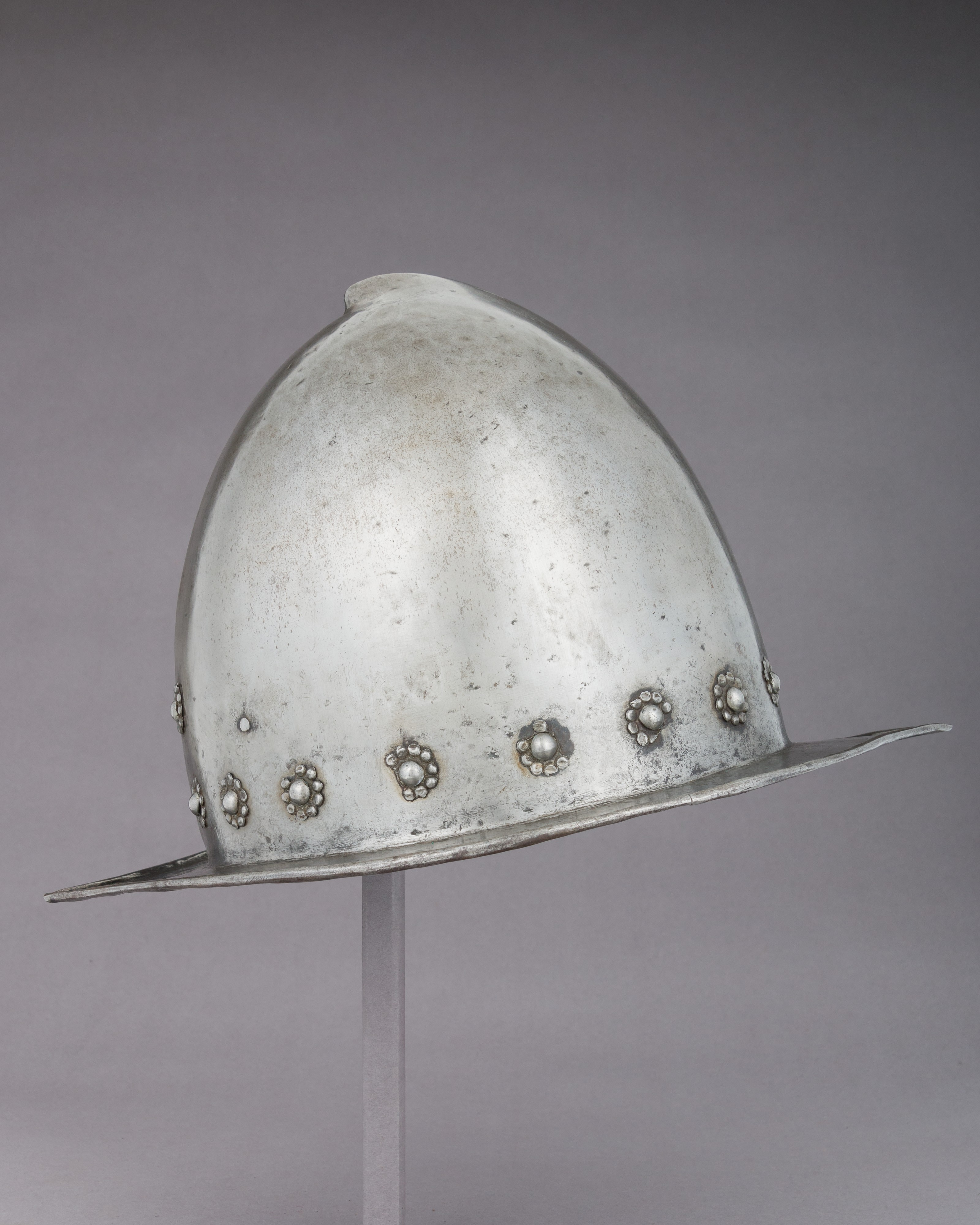
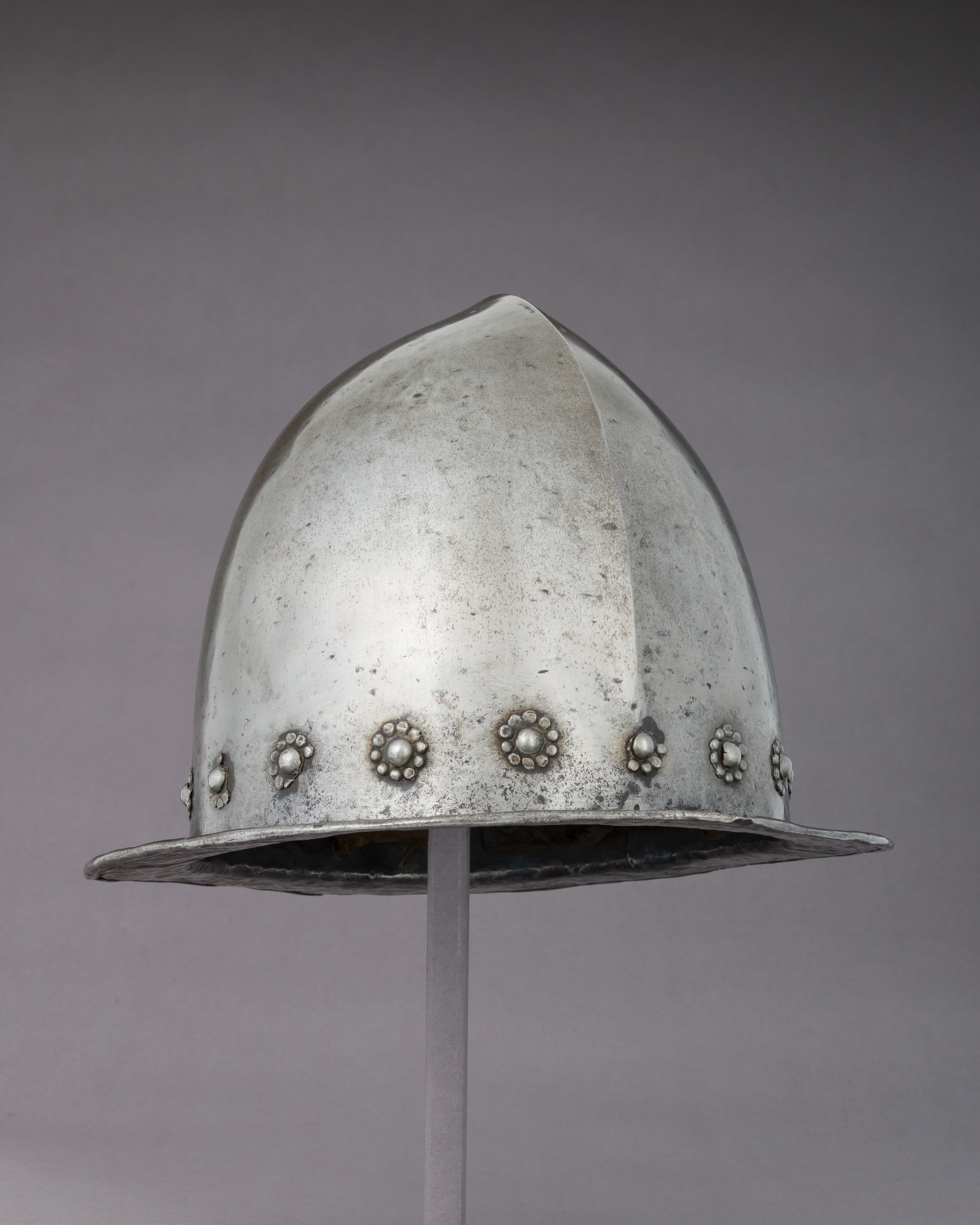

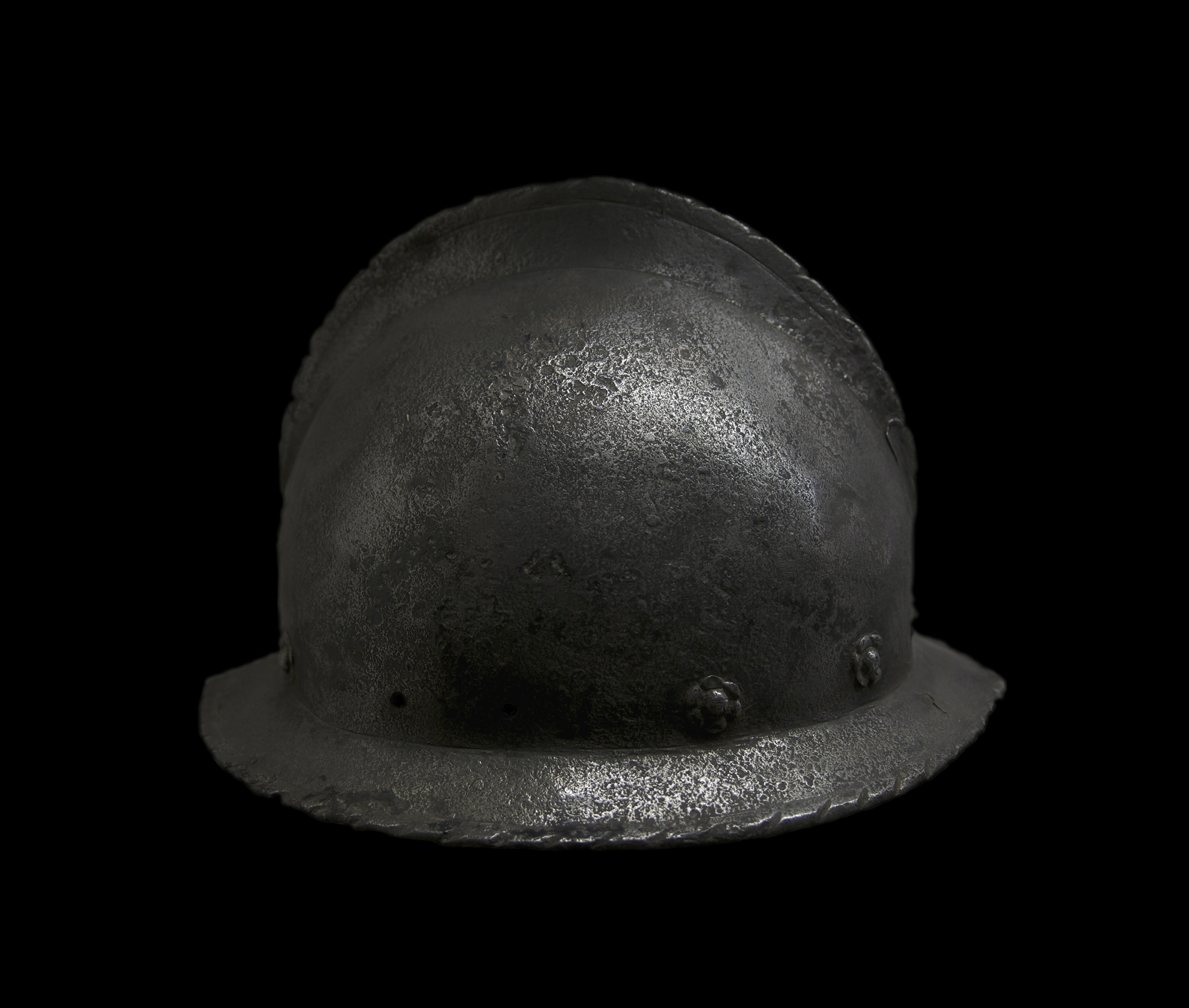

- Загострений

- Гребенястий

## Історія
У другій половині XVI століття португальці завезли кабасети до Японії, де вони стали популярним серед самурайської магнатерії. Японці називали їх «шоломами південних варварів» (яп. 南蛮兜, намбан-кабуто) і використовували у парі з європейськими кірасами, переробленими на японський лад.

## Галерея

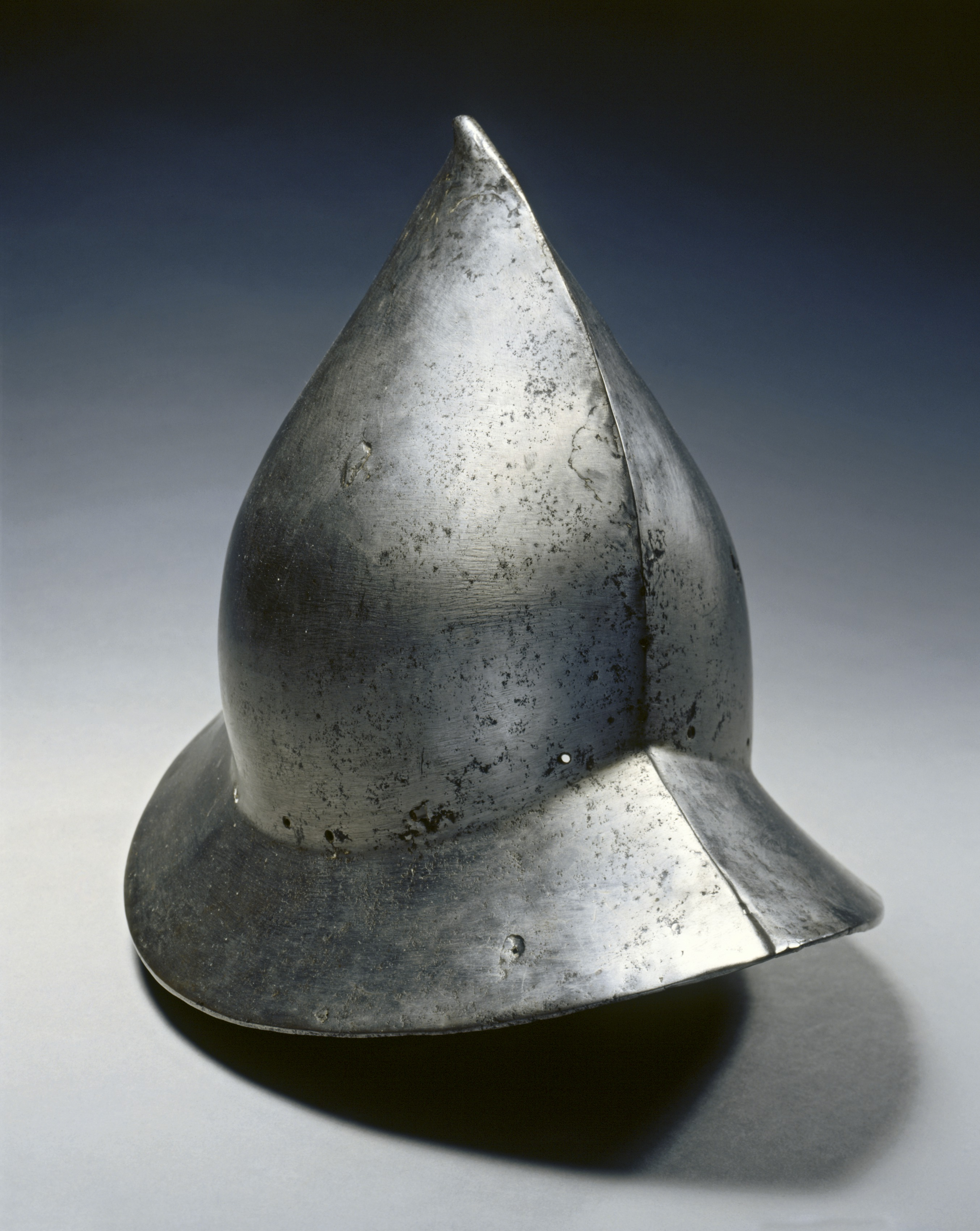
Кабасет (Іспанія, 1480)
Кабасет (Італія, 1570)
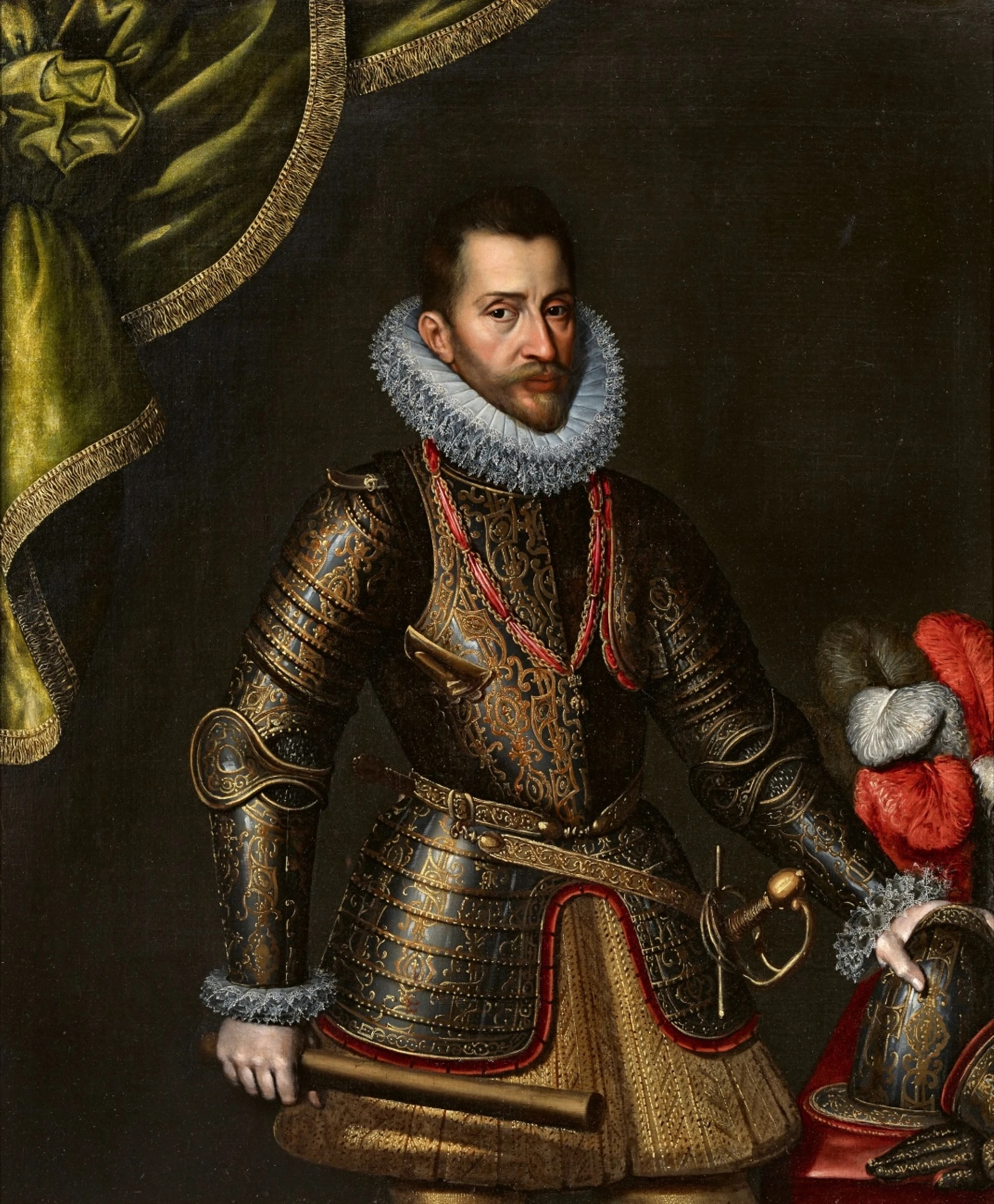
Алессандро Фарнезе
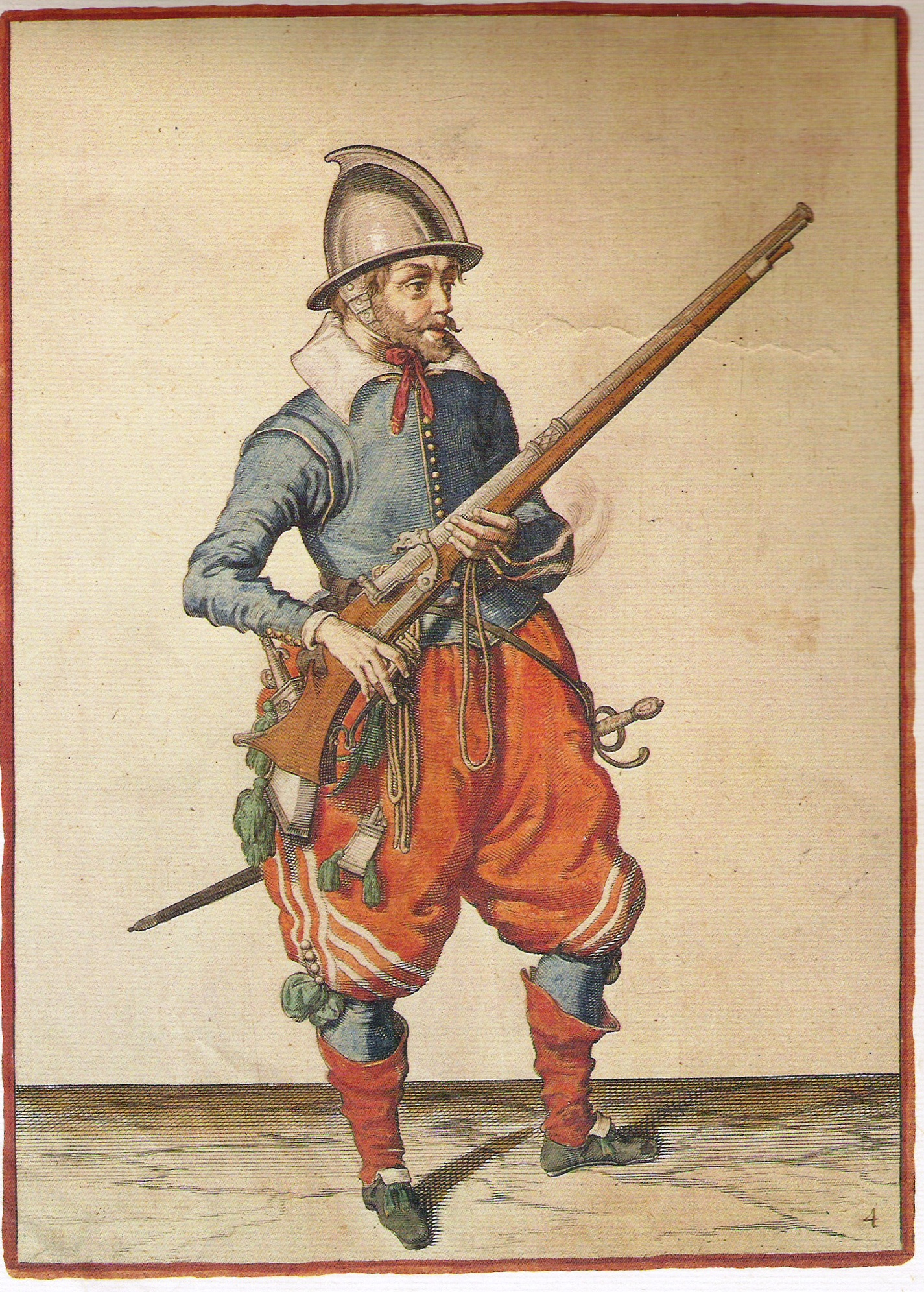
Аркебузир
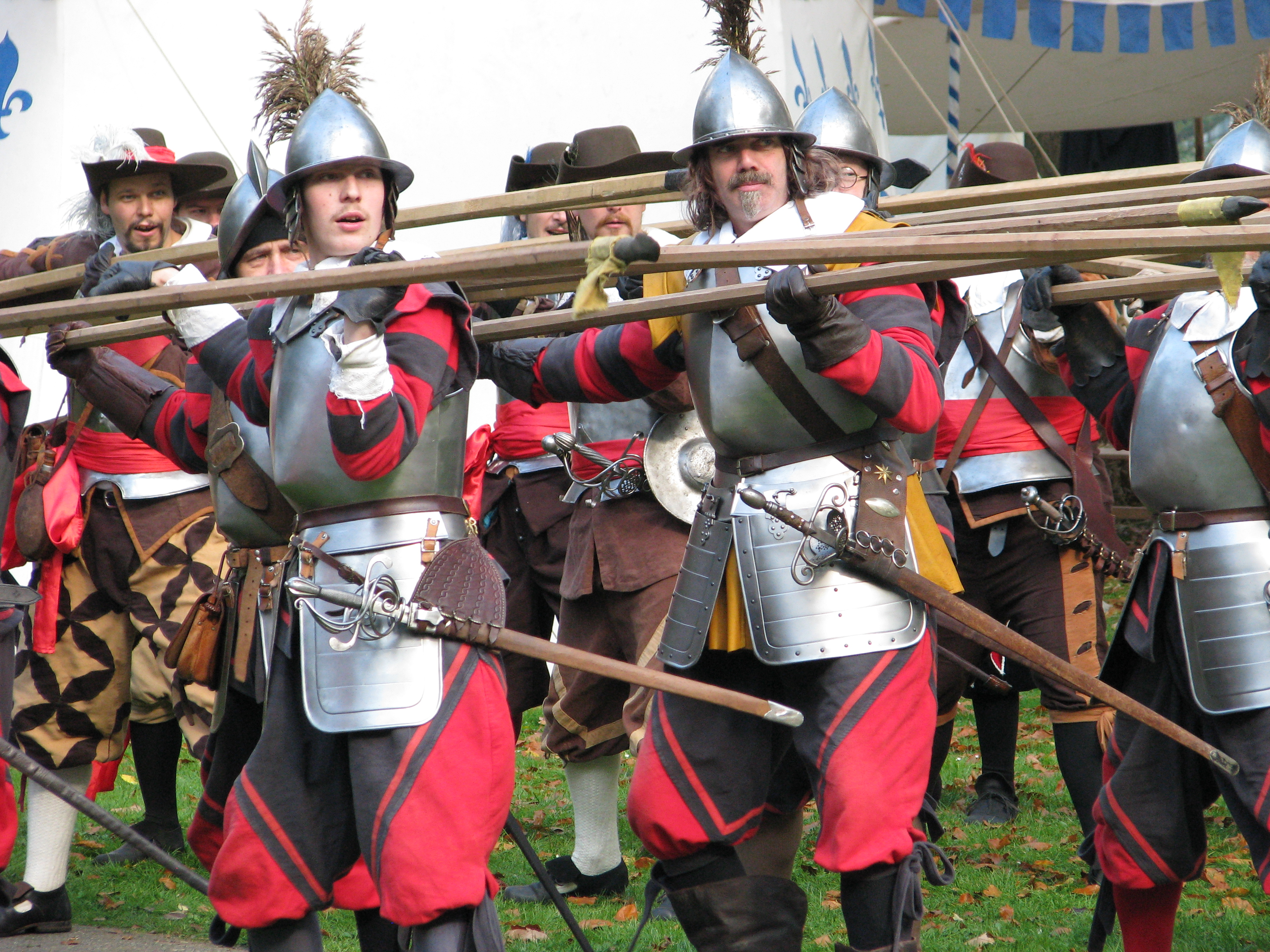
Пікінери
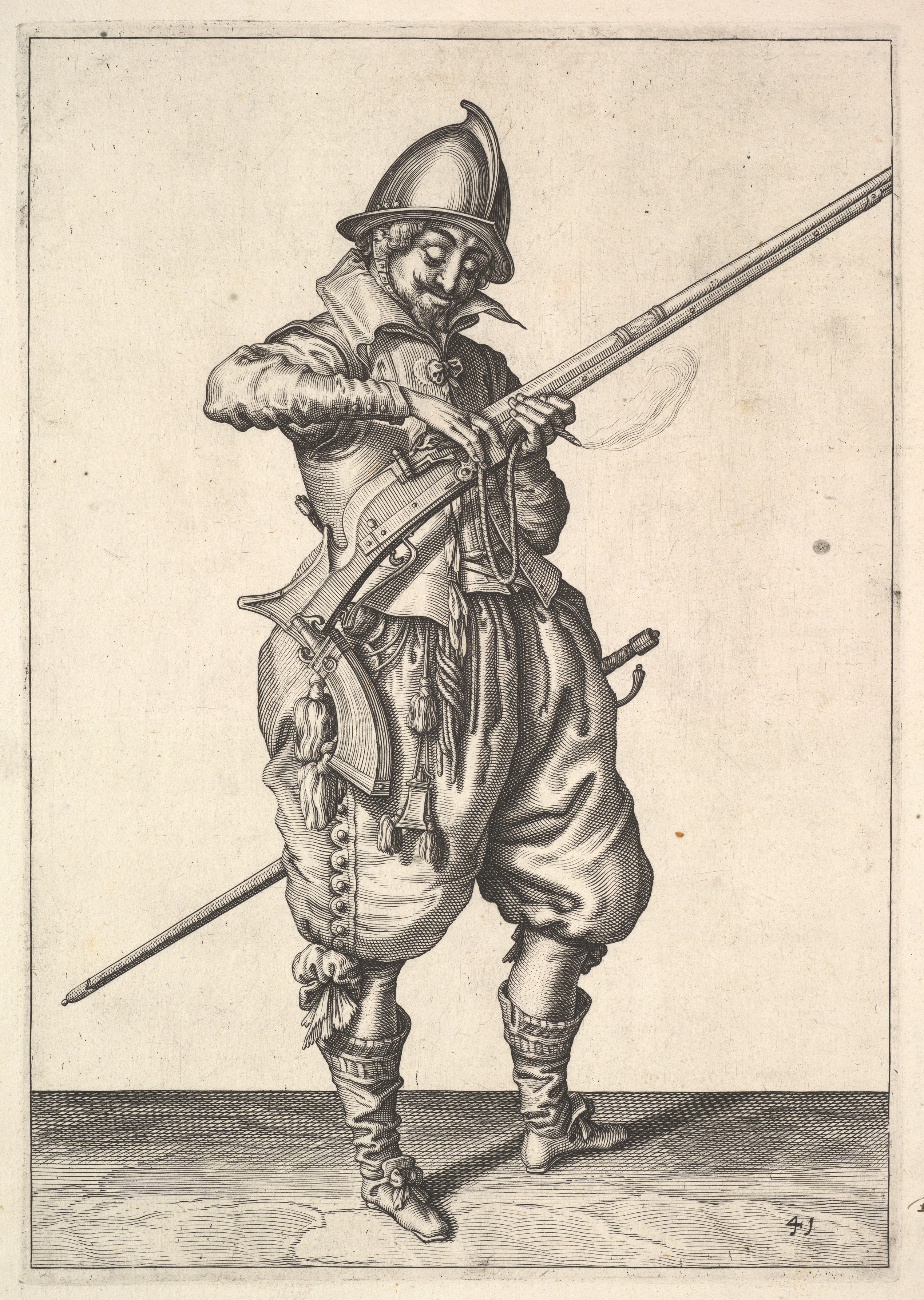
Аркебузир
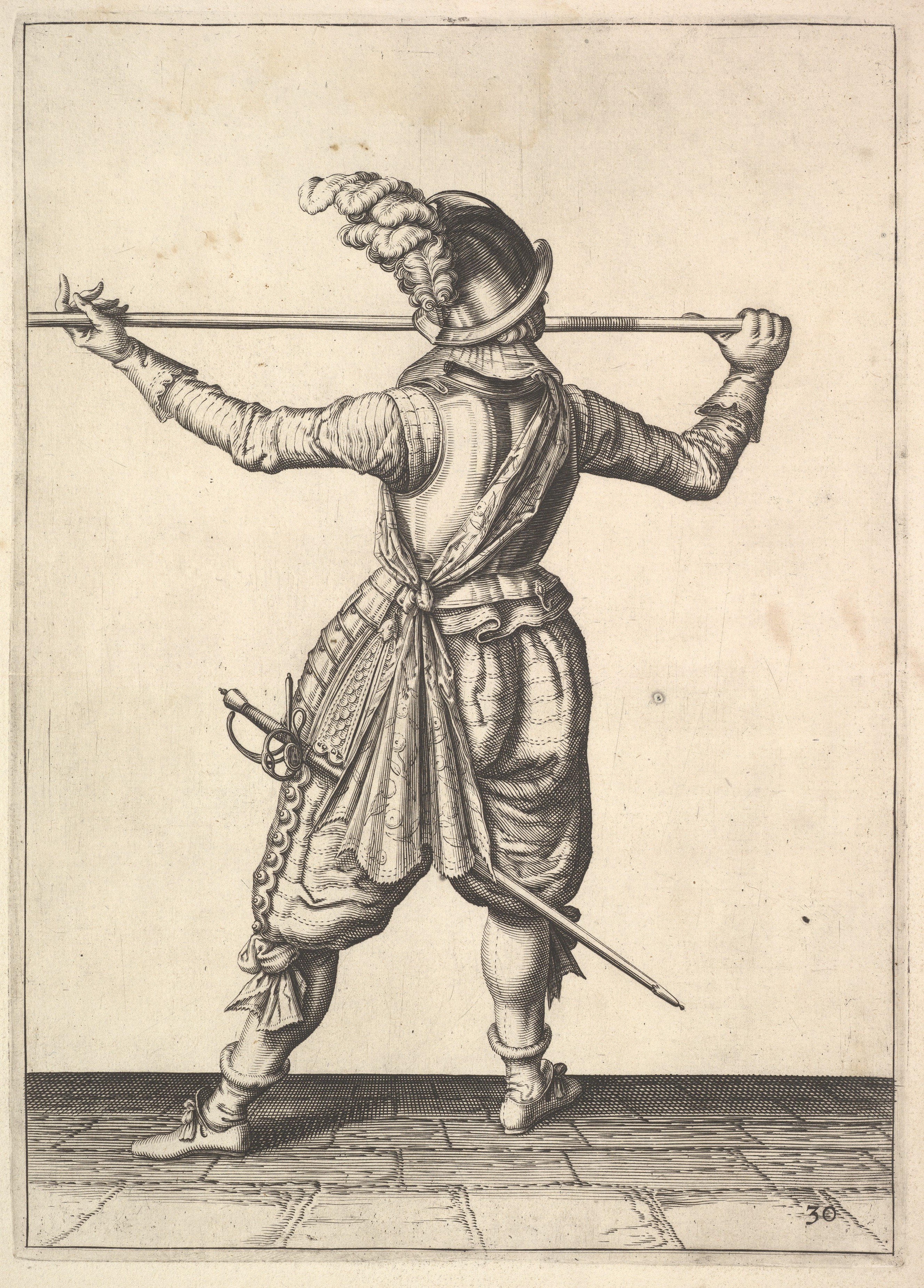
Пікінер
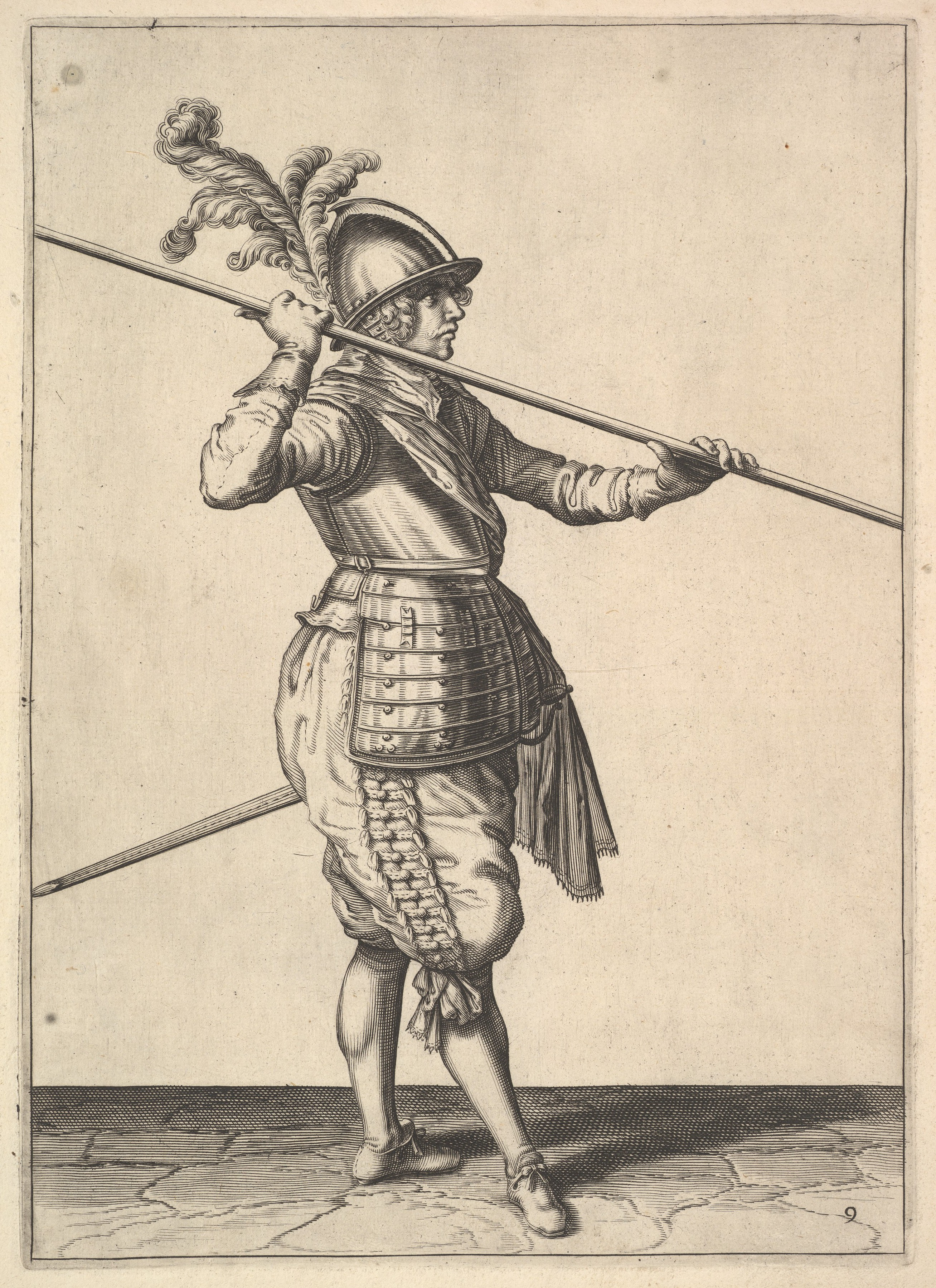
Пікінер